# Saratoga (Wyoming)
Saratoga es un pueblo ubicado en el condado de Carbon en el estado estadounidense de Wyoming. En el año 2010 tenía una población de 1.690 habitantes y una densidad poblacional de 181.72 personas por km² .

## Geografía
Según la Oficina del Censo, la localidad tiene un área total de 9,3 km² (3,6 mi²), de la cual 8,8 km² (3,4 mi²) es tierra y 0 km² (0 mi²) (0.0%) es agua.

### Localidades adyacentes
El siguiente diagrama muestra a las localidades en un radio de 80 kilómetros (49,7 mi) de Saratoga.

## Demografía
En el 2000 la renta per cápita promedia del hogar era de $37.135, y el ingreso promedio para una familia era de $45.362. El ingreso per cápita para la localidad era de $23.376. En 2000 los hombres tenían un ingreso per cápita de $32.446 contra $20.489 para las mujeres. Alrededor del 10% de la población estaba bajo el umbral de pobreza nacional.